# Права ЛГБТ в Таджикистане
В Таджикистане не принято публичное обсуждение вопросов, связанных с ЛГБТ. Сами геи, лесбиянки, бисексуалы и трансгендерные люди живут тайной жизнью и стараются не привлекать к себе внимание. Хотя принятая ещё в советское время статья за мужеложство была отменена в 1998 году, положение ЛГБТ в Таджикистане и отношение к ним населения с тех пор не сильно изменились.

## Правовое положение
Однополые отношения были декриминализированы в Таджикистане в 1998 году. Официально возраст сексуального согласия для однополых и для разнополых отношений также уравнен.
Законодательством не предусмотрена защита ЛГБТ от дискриминации на основе сексуальной ориентации или гендерной идентичности.
Трансгендерность не признаётся государством, и таджикские трансгендерные люди не имеют доступа к медицинским услугам, поэтому вынуждены делать операции по коррекции пола за рубежом. Хотя законодательство Таджикистана и предусматривает возможность смены пола в документах, если медицинское учреждение выдаст официально утверждённый документ, подобные документы официально не выдаются, поэтому транссексуальные люди не могут изменить свой паспортный пол.

## Юридическая практика
Несмотря на декриминализацию гомосексуальности, однополые отношения по-прежнему рассматриваются как преступления отдельными сотрудниками милиции. Милиция нередко подвергает «подозреваемых» аресту на несколько дней. Геи и лесбиянки нередко подвергаются унижению, шантажу и вымогательству, в том числе и со стороны правоохранительных органов.
5 июня 2014 министр внутренних дел Таджикистана Рамазон Рахимзода заявил, что имена, фотографии и отпечатки пальцев лиц, задержанных за «преступления против морали» или больных венерическими заболеваниями, будут внесены в особую базу данных. Несмотря на отсутствие юридического определения понятия «преступления против морали», за первые две недели июня за «аморальное поведение» были задержаны более пятисот человек, среди которых были лица, подозреваемые в секс-работе или принадлежности к ЛГБТ. Все они были подвергнуты принудительному тестированию на ВИЧ и заболевания, передающиеся половым путём. 12 июня представитель министерства внутренних дел сообщил прессе, что среди задержанных — трое задержаны за «гомосексуальное поведение». 18 июня таджикские и международные общественные организации обратились к Рахимову с письмом, в котором было выражено опасение непредоставлением заключённым юридической помощи, а также случаями шантажа и насилия со стороны сил правопорядка.
Amnesty International призвала Таджикистан прекратить полицейское преследование ЛГБТ. Нарушению прав человека в отношении ЛГБТ посвящён отчёт поданный в Комитет по правам человека ООН.

## Отношение общества
В Таджикистане не принято публичное обсуждение вопросов, связанных с ЛГБТ. Большинство упоминаний в СМИ носят обвинительный характер, при этом каждое публичное упоминание в прессе может вызвать усиление гомофобных настроений в обществе, поэтому сами геи, лесбиянки, бисексуалы и трансгендерные люди стараются жить тайной жизнью и не привлекать к себе внимание, скрываясь даже от самых близких людей. Большинство геев и лесбиянок ведут двойную жизнь и состоят в браке с партнёрами противоположного пола, годами скрывая свою сексуальную ориентацию.
Существует мнение, что на формирование негативного отношения к ЛГБТ в таджикском обществе, в котором всё большее значение приобретает ислам, большое влияние оказывает позиция религиозных деятелей. Верховный муфтий Таджикистана Саидмукаррам Абдулкодирзода публично осудил однополые отношения, назвав их «бедствием». Также он осудил страны, легализовавшие однополые браки, и выступил против идей правозащитников, предлагающих принять в стране законы, защищающие ЛГБТ от дискриминации.
Ряд таджикских психологов и врачей считают гомосексуальность формой аддикции, сопоставимой с наркоманией и алкоголизмом, и предлагают методы «излечения». Также сообщается о дурном обращении с ЛГБТ со стороны медицинского персонала.

## Сводная таблица прав
| Тип | Статус               |
| --- | -------------------- |
| Однополые отношения                                                                                          | Yes                  |
| Равный возраст согласия                                                                                      | Yes                  |
| Антидискриминационные законы только в сфере занятости                                                        | No                   |
| Антидискриминационные законы по предоставлению товаров и услуг                                               | No                   |
| Антидискриминационные законы во всех других областях (включая косвенную дискриминацию, разжигание ненависти) | No                   |
| Однополые браки                                                                                              | No                   |
| Признание однополых пар                                                                                      | No                   |
| Усыновление ребенка однополыми парами                                                                        | No                   |
| Усыновление для одиноких людей независимо от сексуальной ориентации                                          | No                   |
| Разрешение для геев и лесбиянок открыто служить в армии                                                      |                      |
| Право изменить юридический пол                                                                               | (требуются операции) |
| Доступ к ЭКО для лесбиянок                                                                                   | No                   |
| Суррогатное материнство для гей-пар                                                                          | No                   |
| Разрешение быть донорами крови для МСМ                                                                       | No                   |